# Ферсман, Александр Фёдорович
Алекса́ндр Фёдорович Фе́рсман (также Ферзман, нем. Alexander Konstantin von Versmann; 16 [28] марта 1813, Аренсбург — 7 [19] апреля 1880, Санкт-Петербург) — российский учёный-артиллерист, генерал-лейтенант артиллерии.

## Биография
Родился 16 (28) марта 1813 года в Аренсбурге; происходил из лифляндских дворян.
В 1833 году окончил Артиллерийское училище с производством в прапорщики полевой артиллерии, в 1835 — Офицерские классы там же. С 1835 года служил в лейб-гвардии 2-й артиллерийской бригаде с определением на должность репетитора училища.
С 1838 года в течение 3 лет в заграничной командировке совершенствовался в теоретической механике и баллистике. С 1843 года был прикомандирован к Артиллерийскому отделению Военно-учёного комитета, с 1846 года — учёный секретарь, с 1850 до конца жизни — член того же отделения. В 1855 году произведён в генерал-майоры, в 1864 — в генерал-лейтенанты.
Одновременно входил в состав комиссии генерал-адъютанта Э. И. Тотлебена (с 1867), образованной для выработки проектов нормального вооружения для каждой из крепостей; Международной комиссии под председательством генерал-адъютанта графа Д. А. Милютина (с 1868) — по вопросу об исключении взрывчатых снарядов из снабжения ручного огнестрельного оружия.
Умер 7 (19) апреля 1880 года в Петербурге, похоронен на Волковском лютеранском кладбище.

### Семья
Отец — Филипп Конрад Фридрих Ферсман (нем. Philipp Conrad Friedrich Versmann, 14.2.1769, Ганновер — 3.5.1834); мать — Хедвига Доротея Маргарита (урожд. фон Веймарн, нем. Hedwig Dorothea Margareta von Weymarn, 28.8.1785 — 12.12.1864), сестра Александра Фёдоровича Веймарна.
Старшие сестры: 
- Эмилия (Эмилия Катарина) Федоровна Ферсман (1806—1880), в замуж. фон Гойнинген-Гюне. Ее сын — Эмилий Фёдорович фон Гейнинген-Гюне.
- Розалия (Августа Розали) Федоровна Ферсман (1809—1906), в замуж. Роткирх

1-й брак (с 1847) — Елена фон Хасфорд (нем. Helene von Hasford, 6.1.1827 — 23.11.1865), дочь коллежского асессора; пять детей:
- сын — Александр (1849—1894);
  - внучка — Елена Александровна Ферсман (1887—1919/1920) вышла замуж за своего двоюродного брата — Николая Павловича Бауера;
- дочь — Елена (Шарлотта; 12.3.1853 —1934)[7]. Муж — Павел Васильевич Бауер (Бауэр), брат В.В.Бауэра
  - внук — Николай Павлович Бауер;
    - правнук — Олег Николаевич Бауэр;
- сын — Евгений (1855—1937), начальник Александровского военного училища, генерал от инфантерии[1];
  - внучка — Вера (22.6.1881 — 1939)[8][7];
  - внук — Александр (1883—1945), минералог, кристаллограф, геохимик; профессор, академик РАН (1919) и вице-президент (1926—1929) АН СССР[1][9];
- сын — Оскар (1858—1914), действительный статский советник, председатель департамента Санкт-Петербургской судебной палаты;
  - внучка — Валентина (1885—1942, умерла в блокадном Ленинграде)[10]
  - внук — Евгений (1886—?)
  - внук — Оскар (1891—1948, Буэнос-Айрес)[11]
- дочь — Мария (1859—1934, Гамбург). Муж — Николай Васильевич Бауер (Бауэр), брат В.В.Бауэра

2-й брак (с 8.3.1866, Петербург) — Ольга Федоровна фон Гойнинген-Гюне (нем. Olga von Hoyningen, 1832—1867), дочь барона Эдуарда Фридриха Эбергарда фон Гойнинген-Гюне (1779—1851) и его первой жены Анны фон Адеркас (1797—1834), внучка А.А.Адеркаса.
- сын — Эмиль Александрович Ферсман (1867—1915), пропал без вести на фронте в Первую мировую войну. Его дочь, Ирина Эмильевна Ферсман, была репрессирована[13].

3-й брак (с 30.10.1870, Петербург) — Мария фон Драхенфельс (нем. Marie von Drachenfels; 1835—1907), баронесса, дочь Петера Филиппа фон Драхенфельс (нем. Peter Philipp von Drachenfels).
- дочь — Маргарита Александровна Ферсман (1873—1963, Германия, Виттенмор) вышла замуж за своего двоюродного брата — Александра фон Драхенфельса.

## Награды
За время службы удостоен наград:
- украшенная бриллиантами золотая табакерка с вензелем императора (1879),
- орден Белого орла (1870),
- орден Святого Владимира 2-й степени (1868),
- императорская корона к ордену Святой Анны 1-й степени (1866),
- орден Святой Анны 1-й степени (1862),
- орден Святого Станислава 1-й степени (1860),
- орден Святого Владимира 3-й степени (1856),
- знак отличия беспорочной службы за XX лет (1854),
- императорская корона к ордену Святой Анны 2-й степени (1854),
- орден Святой Анны 2-й степени (6.12.1850),
- знак отличия беспорочной службы за XV лет (1850),
- орден Церингенского льва 2-й степени (Баден, 1853).

## Научная деятельность
Основные направления исследований:
- изучение результатов сравнительных испытаний артиллерийских проектов;
- организация крепостной артиллерии.

Провёл испытания капсюльных и бескапсюльных снарядов (пуль) стрельбой по мягким и твёрдым предметам, результаты которых легли в основу Санкт-Петербургской декларации «Об отмене употребления взрывчатых и зажигательных пуль», подписанной в 1868 году 18 государствами.
В числе его трудов — «Правила снабжения сухопутных и приморских крепостей всеми без исключения предметами материальной части артиллерии» (1874, руководил составлением); Положения об осадных парках и об осадной артиллерии; разбор редактированного генерал-лейтенантом Тотлебеном труда «Описание обороны Севастополя».

### Избранные труды
- Ферсман А. Ф. Характеристика наших, заряжающихся сзади, нарезных пушек в применении их к осаде и обороне сухопутных крепостей. — [СПб., 1868]. — 16 с. — (Отт. из «Арт. журн.» 1868, № 1)
- Ферсман А. Ф., Шкларевич В. Н. Об организации и боевом употреблении крепостной артиллерии. — СПб. : Гл. арт. упр., 1879. — 2+8+364+4 с.

## Комментарии
1. ↑  Артиллерийское отделение в 1859 году было преобразовано во временный Артиллерийский комитет, в 1867 переименовано в Технический комитет Главного Артиллерийского управления, в 1869 — в Артиллерийский комитет того же управления[2].